# Malparida
Malparida est une telenovela argentine diffusée en 2010-2011 sur El Trece.

## Synopsis
Vingt ans auparavant, Lorenzo Uribe avait  vécu un grand amour avec Maria Herrera . Lui, était riche ; elle était pauvre. Il avait  un jeune fils, Lautaro ; elle avait, sans qu'il le sache, une petite fille Rénata. Mais cédant à sa famille il s'était marié avec une femme de son rang. Elle était morte de désespoir.
Renata décide de se venger de Lorenzo: séduire cet homme qui a conduit sa mère au suicide, le rendre follement amoureux d'elle, l'abandonner et le regarder mourir d'amour. Mais cette mission ne provoque pas la satisfaction attendue, sinon la souffrance et la mort. Elle se rend compte que ce que lui a dit sa grand-mère « l'amour tue, la haine guérit » est faux, et que la vérité c'est que « la haine tue » et que « l'amour guérit ».

## Distribution
- Renata Medina: Juana Viale
- Lautaro Uribe: Gonzalo Heredia
- Lorenzo Uribe: Raúl Taibo
- Martina Figueroa: Carina Zampini
- Gracia Herrera: Selva Alemán
- Eduardo Uribe: Gabriel Corrado
- Lucas Carballo: Luciano Castro
- Lino: Alejandro Muller
- Nina Uribe: Patricia Viggiano
- Esmeralda Espesa: Fabiana García Lago
- Hernán Ímola: Esteban Pérez Villano
- Olga Domisi: Mónica Villa
- Marcia Ímola: Mónica Galán
- Bárbara Castro: Brenda Gandini
- Moro: Gastón Grande
- Vanesa Ramírez: Gabriela Sari
- Marcelo: Gerardo Chendo
- Abel Giménez: Roberto Monzo
- Germán: Lucio Rogatti
- Esther Lipman: Luciana Lifschitz
- Hugo Troncaro: Mariano Argento
- Mabel Díaz: Mónica Cabrera
- Manuel "Manu" Herrera: Joaquin Wang
- Noelia Albarracín: Marina Belatti
- Maria Herrera: Umbra Colombo
- Lara Balpadossi: Florencia Raggi
- Daniel Carballo: Daniel Lemes
- Molina: Fernando Alvarez
- Felipe Medina: Pablo Cedrón
- Armando Manzano: Pablo Quaglia
- Emiliano Brasenas: Jorge Nolasco
- Andrés Soriano: Ivo Cutzarida
- Cristina Granata: María Esquivel
- Cachita: Graciela Pal
- Dino Mascardi: Carlos Mastrángelo
- Sebastián Castro: Boris Bakst
- Gutierrez: Héctor Calori
- Forense Lapuente: Fabián Rendo

## Les morts
- Nina Uribe, ep 21. Assassinée par Renata
- Daniel Carballo, ep 22. Assassiné par Renata.
- Lucas Carballo, ep 43. Assassiné par Renata.
- Manuel Herrera, ep 64. Mort dans un accident de la circulation.
- Lara Balpadossi, ep 67. Assassinée par Renata.
- Felipe Medina, ep 76. Assassiné par Lautaro.
- Dino Mascardi, ep 96. Assassiné par Brazenas.
- Sebastian Castro, ep 112. Assassiné par Soriano.
- Emiliano Brazenas, ep 112. Assassiné par El Almirante.
- Padre Marcelo, ep 126. Assassiné par Gracia.
- Cachita, ep 129. Morte dans un accident de la circulation.
- Molina, ep 129. Assassiné par Lorenzo.
- Martina Figueroa, ep 132. Assassinée par Renata.
- Cristina Agranato, ep 135. Assassinée par Soriano.
- Lino, ep 140. Assassiné par Armando.
- Forense Lapuente, ep 157. Assassiné par Soriano.
- Lorenzo Uribe, ep 157. Assassiné par Gracia.
- Gracia Herrera, ep 162. Assassinée par El Almirante.
- Andres Soriano, ep 164. Assassiné par Renata.
- Gutierrez, ep 168. Assassiné par Renata.
- El Almirante (Eduardo Uribe), ep 169. Assassiné par Lautaro.
- Renata Medina, ep 175. Suicide.

## Diffusion internationale
| Pays ou Région  | Chaîne          | Titre     | Série prémière |
| --------------- | --------------- | --------- | -------------- |
| Argentine       | El Trece        | Malparida | 20 avril 2010  |
| Uruguay         | Teledoce        | Malparida |                |
| Philippines     | ABS-CBN         | Malparida | 3 janvier 2011 |
| Paraguay        | Unicanal        | Malparida |                |
| Nicaragua       | TN8             | Malparida |                |
| Amérique latine | Cosmopolitan TV | Malparida |                |

## Autres versions
- La Traicionera (RCN Televisión, 2011-2012)

### Sources
- (es) Cet article est partiellement ou en totalité issu de l’article de Wikipédia en espagnol intitulé « Malparida » (voir la liste des auteurs).